# Olivier Fatio
Pour les articles homonymes, voir Fatio.
Olivier Fatio, né le 25 septembre 1942 à Genève, est un théologien protestant et historien suisse.

## Biographie
Olivier Fatio est issu d'une vieille famille patricienne genevoise au sein de laquelle on trouve Pierre Fatio ou Guillaume Fatio, son grand-père.
Il effectue sa scolarité au Collège Calvin et obtient une maturité classique. À 30 ans, en 1972, il devient professeur d'histoire du christianisme à la Faculté autonome de Théologie de l'Université de Genève et sera durant plusieurs années président du sénat de l'université. Entre 1997 et 2002, il prend la direction de l'Institut d'histoire de la Réformation. Après avoir été président de la Société d'histoire et d'archéologie de Genève de même que de l'Association suisse pour l'histoire du Refuge huguenot, il est en 2006 l'initiateur de la création du musée international de la Réforme,,.
Sur le plan scientifique, après des travaux consacrés à l'orthodoxie et à la scolastique réformées dont il renouvelle substantiellement la compréhension, Fatio s'est tourné vers l'ensemble de l'histoire genevoise et suisse en privilégiant néanmoins l'histoire des idées théologiques, dont il est un représentant illustre. On lui doit ainsi nombre de pages consacrées à Jean Calvin, mais aussi à des théologiens de moindre envergure, tel Louis Tronchin (1629-1705), ainsi que de nombreuses éditions de sources, dont celle des Confessions de foi réformées (2005; première édition: 1985).

## Œuvres (sélection)
- Nihil Pulchrius ordine : contribution à l'étude de l'établissement de la discipline ecclésiastique aux Pays-Bas ou Lambert Daneau aux Pays-Bas (1581-1583), Leiden : E.J. Brill, 1971.

- Méthode et théologie : Lambert Daneau et les débuts de la scolastique réformée, Genève : Ed. Droz, 1976.

- Comprendre l'Escalade : essai de géopolitique genevoise, avec Béatrice Nicollier, [Genève] : Labor et Fides, 2002.

- Pierre Fatio et la crise de 1707, avec Nicole Fatio, Genève: Labor et Fides, 2007.

- Jean Calvin et la Réformation de Genève, 1536-1564, Genève : Musée international de la Réforme, 2009.

- Louis Tronchin: une transition calvinienne, Paris, Garnier, 2015.

- Louis Tronchin et Jean-Frédéric Ostervald, Correspondance (1683-1705), éd. par O. Fatio et P.-O. Léchot, Neuchâtel: Alphil, 2016.

- Michel Turrettini, Mémoires (1644-1720), éd. par O. Fatio, Neuchâtel: Alphil, 2018.